# Kolostomia

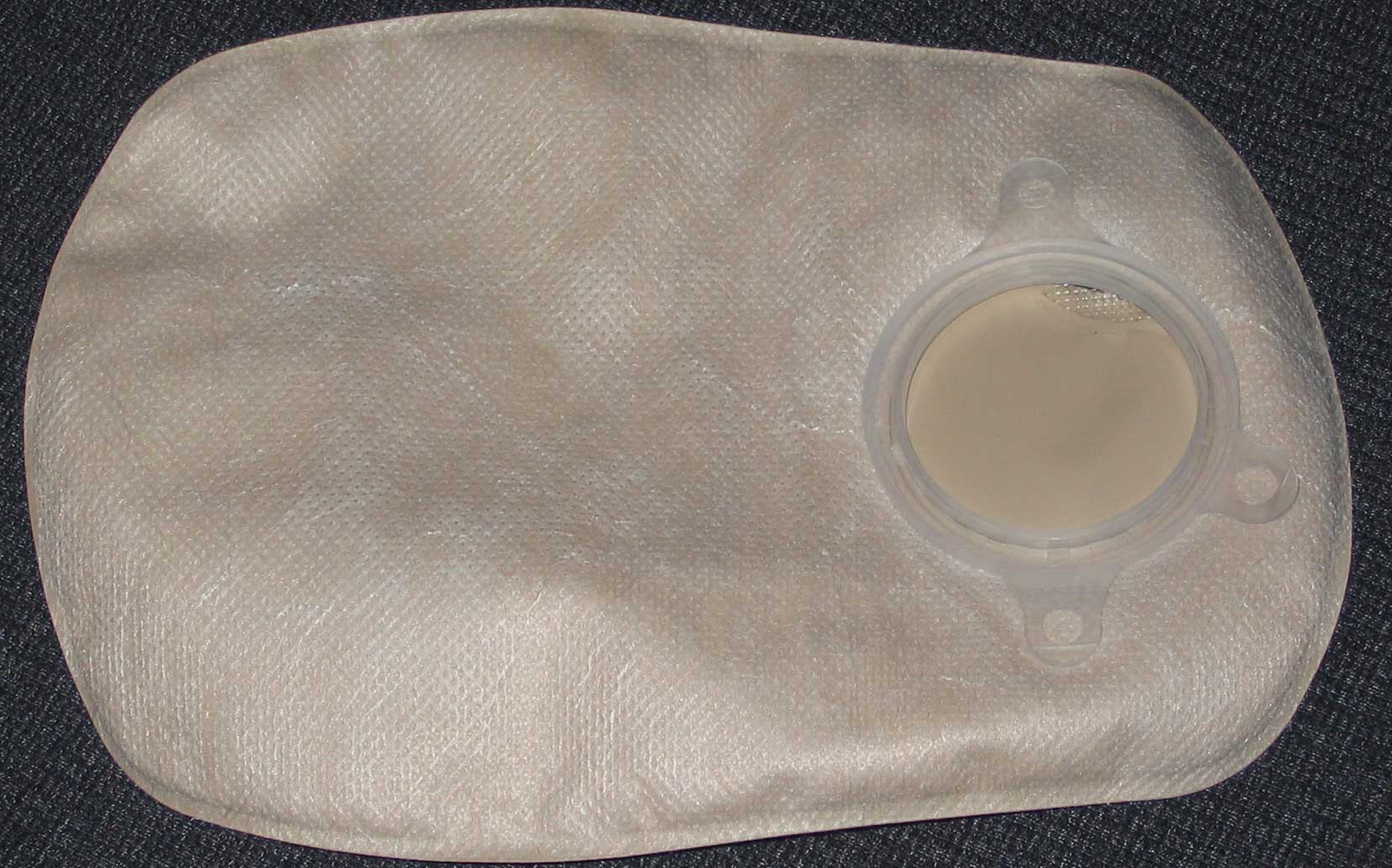
Worek do zaopatrzenia kolostomii

Kolostomia – stomia wytworzona na jelicie grubym, czyli operacyjne wyprowadzenie światła jelita grubego na powierzchnię brzucha, umożliwiające wydalanie treści jelitowej, gdy jest to niemożliwe drogą naturalną (najczęściej po usunięciu odbytnicy z powodu nowotworu).
Ze względu na lokalizację anatomiczną wyróżnia się kolostomię na kątnicy (coecostomia), na poprzecznicy (transversostomia) oraz na esicy (sigmostomia). Ta ostatnia wykonywana jest najczęściej w przypadku operacji Hartmanna (kolostomia końcowa (jednolufowa), czasowa) lub operacji Milesa (brzuszno-kroczowe odjęcie odbytnicy) jako kolostomia końcowa (jednolufowa), ostateczna. Transversostomia wykonywana jest rzadziej i może występować jako kolostomia jednolufowa lub niekiedy jako kolostomia dwulufowa (boczna). Stomię boczną (na poprzecznicy lub esicy) wykonuje się w przypadkach nieooperacyjnego raka odbytnicy lub jako zabezpieczenie niskiego zespolenia esiczo-odbytniczego po przedniej resekcji odbytnicy (operacja Dixona) zwłaszcza wykonywanej techniką total mesorectal excision. Coecostomia wykonywana jest jako zabieg ratujący życie u chorych z niedrożnością jelita grubego w ciężkim stanie ogólnym lub rzadziej jako zabezpieczenie niżej położonych zespoleń. Coecostomia polega zazwyczaj na wprowadzeniu do kątnicy drenu Petzera i wyprowadzeniu go przez powłoki.
Kolostomia wyłaniana jest najczęściej po stronie lewej w dół od pępka (wyjątkiem jest coecostomia). Wyjątkowe sytuacje kliniczne mogą wymusić inną lokalizację. Prawidłowa stomia powinna być nieco wypukła (od 0,5 do 1,5 cm powyżej skóry).
Stomia ostateczna to stomia wyłoniona po chirurgicznym usunięciu aparatu zwieraczowego odbytu, kiedy nie ma już możliwości przywrócenia ciągłości przewodu pokarmowego. W przypadku stomii czasowej istnieje teoretyczna możliwość odtworzenia ciągłości, gdyż aparat zwieraczowy pozostaje nienaruszony. Należy jednak zaznaczyć, że dalsze losy chorego zależą od postępu choroby oraz stanu ogólnego. Ocenia się, że mniej niż 50% czasowych stomii ulega likwidacji.
Treść wydzielana przez sigmostomię i trasversostomię przypomina normalny stolec, zaś wydzielina coecostomii jest płynna jak w przypadku wydzieliny ileostomijnej.
Powikłania kolostomii to:
- Wczesne: niedokrwienie, krwawienie, obrzęk, wpadnięcie i wyjątkowo ewentracja przez otwór stomijny
- Późne: zwężenie, wypadanie, przepuklina okołostomijna, zmiany skórne wokół stomii